# Cotumba
Cotumba – wieś w Rumunii, w okręgu Bacău, w gminie Agăș. W 2011 roku liczyła 1335 mieszkańców.